# معركة سيروبيتي
معركة سيروبيتي وقعت في 16 يونيو 1892م في سهول سيروبيتي على بعد 100 ميل من أغوردات في أرتريا انتصار فيها الجيش الإيطالي بقيادة النقيب هيدالو على قوات من المهديين .